# Wydział Hodowli i Biologii Zwierząt Uniwersytetu Rolniczego im. Hugona Kołłątaja w Krakowie
Wydział Hodowli i Biologii Zwierząt Uniwersytetu Rolniczego im. Hugona Kołłątaja w Krakowie – jeden z siedmiu wydziałów Uniwersytetu Rolniczego im. Hugona Kołłątaja w Krakowie. Jego siedziba znajduje się przy al. Mickiewicza 24 w Krakowie. Założony w 1953 roku, jako jeden z pierwszych wydziałów Wyższej Szkoły Rolniczej w Krakowie, do 1998 roku nosił nazwę Wydziału Zootechnicznego.

## Kierunki kształcenia
Dostępne kierunki:
- Bioinżynieria zwierząt (studia I i II stopnia)
- Biologia stosowana (studia I i II stopnia)
- Etologia i psychologia zwierząt (studia I i II stopnia)
- Zootechnika (studia I i II stopnia)

## Władze Wydziału
W kadencji 2020–2024:
| Stanowisko                                 | Imię i nazwisko                       |
| ------------------------------------------ | ------------------------------------- |
| Dziekan                                    | prof. dr hab. Dorota Zięba-Przybylska |
| Prodziekan ds. Dydaktycznych i Studenckich | dr hab. inż. Magdalena Socha          |

## Struktura organizacyjna
| Katedra                                              | Kierownik                                    |
| ---------------------------------------------------- | -------------------------------------------- |
| Katedra Fizjologii i Endokrynologii Zwierząt         | prof. dr hab. inż. Andrzej Sechman           |
| Katedra Genetyki, Hodowli i Etologii Zwierząt        | prof. dr hab. inż. Wojciech Jagusiak         |
| Katedra Rozrodu, Anatomii i Genomiki Zwierząt        | prof. dr hab. inż. Monika Bugno-Poniewierska |
| Katedra Zoologii i Dobrostanu Zwierząt               | dr hab. inż. Paweł Nosal                     |
| Katedra Żywienia, Biotechnologii Zwierząt i Rybactwa | prof. dr hab. inż. Zygmunt Kowalski          |